# Hermann Kreß
Hermann Kreß (Haßfurt, 23 luglio 1895 – Novorossiysk, 11 agosto 1943) è stato un generale tedesco della Wehrmacht durante la seconda guerra mondiale.

## Biografia
Dopo aver combattuto la prima guerra mondiale nell'esercito imperiale tedesco, nel 1938 Kreß venne nominato comandante della 1ª divisione di artiglieria da montagna del 99º reggimento. Guidò il suo reggimento sino al 1943,ricevendo la croce di cavaliere della Croce di Ferro nel dicembre del 1941 mentre era in servizio sul fronte orientale. Per le pesanti perdite subite dalla sua divisione, ottenne il comando della 4ª divisione da montagna come parte del XXXXIX corpo d'armata con la quale prese parte alla battaglia del Caucaso. Kreß venne ucciso da un cecchino sovietico l'11 agosto 1943 presso Novorossiysk, sul Kuban-Brückenkopf.